# Villanueva de Azoague (kommunhuvudort)
Villanueva de Azoague är en kommunhuvudort i Spanien.   Den ligger i provinsen Provincia de Zamora och regionen Kastilien och Leon, i den nordvästra delen av landet, 240 km nordväst om huvudstaden Madrid. Villanueva de Azoague ligger 703 meter över havet och antalet invånare är 310.
Terrängen runt Villanueva de Azoague är platt.Runt Villanueva de Azoague är det glesbefolkat, med 15 invånare per kvadratkilometer. Närmaste större samhälle är Benavente, 3,2 km norr om Villanueva de Azoague. Trakten runt Villanueva de Azoague består till största delen av jordbruksmark.